# Synagelides guangfeng
Espèce
Synagelides guangfeng est une espèce d'araignées aranéomorphes de la famille des Salticidae.

## Distribution
Cette espèce est endémique du Jiangxi en Chine,. Elle se rencontre dans le district de Guangfeng.

## Description
Le mâle holotype mesure 3,77 mm et la femelle paratype 3,11 mm.

## Systématique et taxinomie
Cette espèce a été décrite par Liu en 2025.

## Étymologie
Son nom d'espèce lui a été donné en référence au lieu de sa découverte, le district de Guangfeng.

## Publication originale
- Liu, Ning, Huang, Yao, Lin, Yang & Liu, 2025 : « Four new species and a new record of Synagelides Strand, 1906 (Araneae, Salticidae) from China. » ZooKeys, vol. 1245, p. 243-267 (texte intégral).